# Junist'-SzWSM Czernihów
Junist'-SzWSM Czernihów (ukr. ЖФК «Юність-ШВСМ» Чернігів) – ukraiński klub piłki nożnej kobiet, mający siedzibę w mieście Czernihów, na północy kraju, grający od sezonu 2020/21 w rozgrywkach ukraińskiej Pierwszej ligi piłki nożnej.

## Historia
Chronologia nazw:
- 1994: SDJuSzOR Junist' Czernihów (ukr. СДЮШОР «Юність» Чернігів)
- 2020: ŻFK Junist'-SzWSM Czernihów (ukr. ЖФК «Юність-ШВСМ» Чернігів)

Sportowa Szkoła Młodzieży Rezerw Olimpijskich Junist' została założona w Czernihowie w 1994 roku. Początkowo zespoły różnych kategorii wiekowych uczestniczyły w mistrzostwach DJuSSz. Latem 2020, po tym jak klub Jednist'-SzWSM Płysky został rozwiązany, powstał nowy klub o nazwie Junist'-SzWSM, który w sezonie 2020/21 startował w rozgrywkach Pierwszej ligi, zajmując siódme miejsce.

## Barwy klubowe, strój, herb, hymn
|  |  |

Klub ma barwy biało-niebieskie. Piłkarki domowe spotkania zazwyczaj grają w błękitnych koszulkach, niebieskich spodenkach oraz niebieskich getrach.

## Sukcesy

### Trofea międzynarodowe
Nie uczestniczył w rozgrywkach europejskich (stan na 31-05-2021).

### Trofea krajowe
piłka nożna
| \| \| Zdobyte trofea w rozgrywkach Ukrainy (stan na: 31-05-2021) \| |                                                            |      |          |
| Rozgrywki                                                           | Osiągnięcie                                                | Razy | Sezon(y) |
| Mistrzostwo                                                         | I miejsce                                                  | 0    |          |
| Mistrzostwo                                                         | II miejsce                                                 | 0    |          |
| Mistrzostwo                                                         | III miejsce                                                | 0    |          |
| Puchar                                                              | zdobywca                                                   | 0    |          |
| Puchar                                                              | finalista                                                  | 0    |          |
| II liga                                                             | I miejsce                                                  | 0    |          |
| II liga                                                             | II miejsce                                                 | 0    |          |
| II liga                                                             | III miejsce                                                | 0    |          |
| II liga                                                             | 7.miejsce                                                  | 1    | 2020/21  |
| Ukraina                                                             | Zdobyte trofea w rozgrywkach Ukrainy (stan na: 31-05-2021) |      |          |

## Poszczególne sezony
piłka nożna

### Rozgrywki międzynarodowe

#### Europejskie puchary
Nie uczestniczył w rozgrywkach europejskich (stan na 31-05-2021).

### Rozgrywki krajowe
| \| Ukraina \| Bilans występów klubu w rozgrywkach piłkarskich Ukrainy (Stan na 31 maja 2021 r.) \| \| |                                                                                   |        |       |   |   |   |    |    |     |         |        |        |      |
| Poziom                                                                                                | Rozgrywki                                                                         | Sezony | Mecze | Z | R | P | B+ | B– | Pkt | Lata    | Awanse | Spadki | Naj. |
| I | Wyszcza liha                                                                      | 0      |       |   |   |   |    |    |     |         | 0      | 0      |      |
| II | Persza liha                                                                       | 1      |       |   |   |   |    |    |     | od 2020 | 1      | 0      | 7    |
| | Puchar Ukrainy                                                                    | 0      |       |   |   |   |    |    |     |         | 0      | 0      |      |
| Ukraina                                                                                               | Bilans występów klubu w rozgrywkach piłkarskich Ukrainy (Stan na 31 maja 2021 r.) |        |       |   |   |   |    |    |     |         |        |        |      |

## Struktura klubu

### Stadion
Klub rozgrywa swoje mecze domowe na stadionie Junist' w Czernihowie o pojemności 3 tys. widzów.

### Inne sekcje
Klub oprócz głównej drużyny prowadzi drużynę młodzieżowe oraz dla dzieci, grające w turniejach miejskich.

## Kibice i rywalizacja z innymi klubami

### Derby
- Jednist'-SzWSM Płysky